# Болевич, Стево
Стево Болевич (сербохорв. Стево Бољевић / Stevo Boljević, 17 мая 1918, Стиена, Черногория — 13 июня 1943, Тентиште, НГ Хорватия) — Народный герой Югославии.

## Биография
Стево Болевич родился 17 мая 1918 года в селе Стиена близ Подгорицы. Когда началась война, он был студентом Высшей школы экономики в Загребе. В 1936 году вступил в Коммунистическую партию Югославии. В Народно-освободительную борьбу включился в 1941 году.
Погиб 13 июня 1943 года у села Тентишта во время сражения на Сутьеске. В это время он занимал должность комиссара Второго батальона Пятой пролетарской черногорской ударной бригады.
27 ноября 1953 года Стево Болевичу посмертно было присвоено звание Народного героя.